# ニューオーリンズの戦い
ニューオーリンズの戦い（英語：Battle of New Orleans、またはBattle of Chalmette Plantationと知られる）は、1812年戦争末期の1814年12月から1815年1月にかけて行われた戦いである。

## 戦闘に至るまでの経過
1814年12月13日
イギリス軍がルイジアナ沿岸に到着した。
アンドリュー・ジャクソン率いるアメリカ軍はニューオリンズからミシシッピ川下流へ5マイル (約8キロメートル) のシャルメットに陣を構え、イギリス軍への先制攻撃を決断した。
- 12月23日
アメリカ軍はイギリス軍キャンプを夜襲し、イギリス軍を撤退させて装備・補給品を奪ってニューオリンズへ帰還した。

アメリカ側の損害：
24人：死亡
115人：負傷
74人：不明、イギリス軍捕虜
イギリス側の損害：
46人：死亡
167人：負傷
64人：不明、アメリカ軍捕虜
これによりイギリスの進軍は引き延ばされ、その間にアメリカ軍はミシシッピ川東岸の土塁工事と大砲の設置を行った。
- 12月28日
パクナム少将率いるイギリス軍は土塁を攻撃、アメリカは土塁に砲列を並べる。（Line Jackson）
- 1815年1月1日
イギリスの主軍が到着し、アメリカ土塁を砲撃。両軍大砲での打ち合いが3時間続き、アメリカ側は大砲数台と土塁の一部が破壊された。しかしながら、イギリス軍の弾薬が無くなった時に、アメリカ側はまだ弾薬を残していた。

パクナム少将はイギリス全軍（アメリカ先住民のヒッチティ民族、イギリス領西インド諸島の黒人兵士などを含む）を集結させ攻撃を決断した。

## 戦況

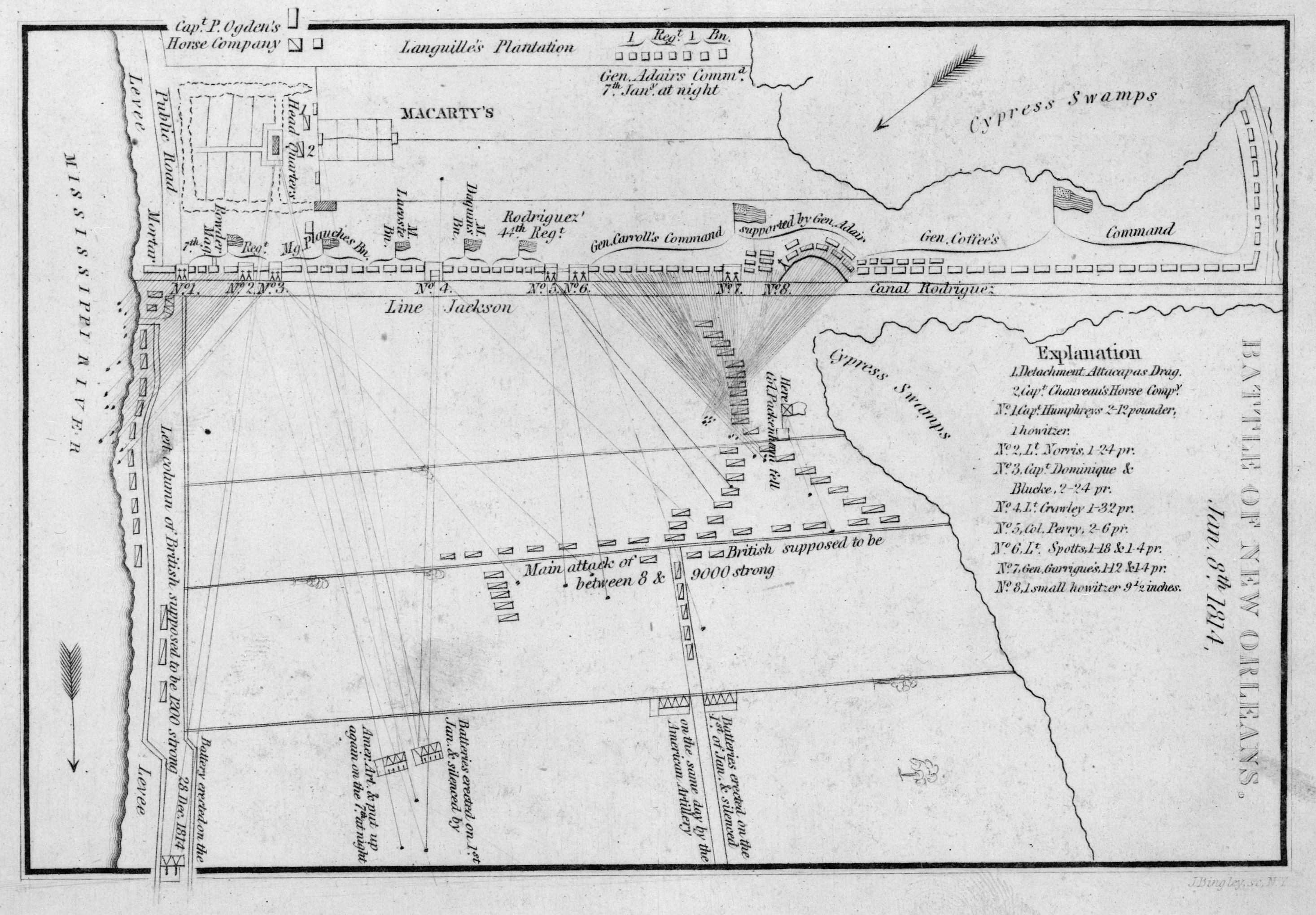
地図

1月8日、イギリス軍は3回に渡って攻撃するが、アメリカ軍に食い止められた。パクナム少将は3回目の攻撃で負傷したが、死亡する前に更なる攻撃命令を出した。
アメリカ軍にはジャン・ラフィットと彼の仲間の海賊達が加わっていた。彼らはイギリス軍と同じ赤い服を着ていたため、判別が困難であった。そのため何人かの海賊はイギリスの小隊に紛れ込み、奇襲を仕掛けることができた。
アメリカ軍の損害
13人：死者
58人：負傷
イギリス軍の損害
約2,000人：死亡、負傷、捕虜
パクナム少将の死後指揮を継いだジョン・ランバート将軍は撤退を命じる。

## 終結
戦闘は1815年1月26日に終了した。実際には約2週間前の1814年12月24日にガン条約が調印され、1812年戦争は終結していたのだが、両軍の兵士達には知らされていなかった。アメリカ軍のアンドリュー・ジャクソンは功績を評価され、後に第7代アメリカ合衆国大統領に就任する。

## 歌
この戦いをモチーフに「ザ・バトル・オブ・ニューオーリンズ」という曲が作られた。作詞作曲は学校長で歴史教師だったジミー・ドリフトウッドによる。彼は音楽を趣味としていた。曲は学生が楽しく歴史を学べるように作られたものだったが、この作品は1959年のグラミー賞のソング・オブ・ザ・イヤーを受賞するほどの評判になり、この曲を歌ったジョニー・ホートンも同年にグラミー賞・ベスト・カントリー＆ウェスタン・パフォーマンス賞を受賞した。
この作品は1959年のアメリカ国内最高売り上げを記録、この戦いについての映画であるThe Buccaneerも話題になった。楽曲は「The 8th of January」（1月8日）というニューオーリンズの戦いの日のことを題名にした、古いフィドル音楽を基にしている。

## 文献
- Remini, Robert V. The Battle of New Orleans: Andrew Jackson and America's First Military Victory. Viking Penguin, 1999. ISBN 0670885517
- Pickles, Tim New Orleans 1815; Osprey Campaign Series, #28. Osprey Publishing, 1993.